# Hutaimbaru I
Hutaimbaru I is een bestuurslaag in het regentschap Padang Lawas Utara van de provincie Noord-Sumatra, Indonesië. Hutaimbaru I telt 1748 inwoners (volkstelling 2010).